# Onthophagus horii
Onthophagus horii es una especie de insecto del género Onthophagus de la familia Scarabaeidae del orden Coleoptera.

## Historia
Fue descrita científicamente por primera vez en el año 2009 por Ochi, Kon & Tsubaki.